# Lista prezydentów Czech

## Protektorat Czech i Moraw(1939–1945)
| #         | Imię i Nazwisko        | Portret | Kadencja      | Kadencja    | Partia polityczna | Partia polityczna     |
| #         | Imię i Nazwisko        | Portret | Od            | Do          | Partia polityczna | Partia polityczna     |
| --------- | ---------------------- | ------- | ------------- | ----------- | ----------------- | --------------------- |
| Prezydent |                        |         |               |             |                   |                       |
| 1         | Emil Hácha (1872–1945) |         | 15 marca 1939 | 8 maja 1945 |                   | Narodowe Zjednoczenie |

## Czeska Republika Socjalistyczna (1969–1990), Republika Czeska (1990–1992)[1]
| #                                      | Imię i Nazwisko             | Portret        | Kadencja          | Kadencja          | Partia polityczna | Partia polityczna |
| #                                      | Imię i Nazwisko             | Portret        | Od                | Do                | Partia polityczna | Partia polityczna |
| -------------------------------------- | --------------------------- | -------------- | ----------------- | ----------------- | ----------------- | ----------------- |
| Przewodniczący Czeskiej Rady Narodowej |                             |                |                   |                   |                   |                   |
| 1                                      | Čestmír Císař (1920–2013)   |                | 8 stycznia 1969   | 26 listopada 1969 |                   | KSČ               |
| 2                                      | Evžen Erban (1912–1994)     |                | 26 listopada 1969 | 18 czerwca 1981   |                   | KSČ               |
| 3                                      | Josef Kempný (1920–1996)    |                | 18 czerwca 1981   | 18 grudnia 1989   |                   | KSČ               |
| 4                                      | Jaroslav Šafařík (ur. 1942) |                | 18 grudnia 1989   | 26 czerwca 1990   | KSČ (do 1990)     |                   |
| 4                                      | Jaroslav Šafařík (ur. 1942) | ČSSD (od 1990) | 18 grudnia 1989   | 26 czerwca 1990   |                   |                   |
| 5                                      | Dagmar Burešová (1929–2018) |                | 26 czerwca 1990   | 30 czerwca 1992   |                   | OF (do 1991)      |
| 5                                      | Dagmar Burešová (1929–2018) | OH (od 1991)   | 26 czerwca 1990   | 30 czerwca 1992   |                   |                   |
| 6                                      | Milan Uhde (ur. 1936)       |                | 30 czerwca 1992   | 31 grudnia 1992   |                   | ODS               |

## Republika Czeska (od 1993)
- tymczasowo

| #         | Imię i Nazwisko             | Portret | Kadencja        | Kadencja      | Partia polityczna | Partia polityczna |
| #         | Imię i Nazwisko             | Portret | Od              | Do            | Partia polityczna | Partia polityczna |
| --------- | --------------------------- | ------- | --------------- | ------------- | ----------------- | ----------------- |
| Prezydent |                             |         |                 |               |                   |                   |
| −         | Václav Klaus (ur. 1941)     |         | 1 stycznia 1993 | 2 lutego 1993 |                   | ODS               |
| −         | Milan Uhde (ur. 1936)       |         | 1 stycznia 1993 | 2 lutego 1993 |                   | ODS               |
| 1         | Václav Havel (1936–2011)    |         | 2 lutego 1993   | 2 lutego 2003 |                   | Bezpartyjny       |
| −         | Vladimír Špidla (ur. 1951)  |         | 2 lutego 2003   | 7 marca 2003  |                   | ČSSD              |
| −         | Lubomír Zaorálek (ur. 1956) |         | 2 lutego 2003   | 7 marca 2003  |                   | ČSSD              |
| 2         | Václav Klaus (ur. 1941)     |         | 7 marca 2003    | 7 marca 2013  |                   | ODS               |
| 3         | Miloš Zeman (ur. 1944)      |         | 8 marca 2013    | 8 marca 2023  |                   | SPO               |
| 4         | Petr Pavel (ur. 1961)       |         | 9 marca 2023    | nadal         |                   | Bezpartyjny       |